# Malais (peuple)
Pour les articles homonymes, voir Malais.
On appelle Malais (orang Melayu) les populations de la côte est de l'île indonésienne de Sumatra, des îles Riau, également indonésiennes, du littoral de l'île de Bornéo, de la péninsule Malaise, de Singapour et du sud de la Thaïlande (provinces de Yala, Pattani, Narathiwat et Songkhla) qui parlent des langues appartenant au groupe linguistique dit « malais ». Il ne faut pas confondre avec le terme « Malaisien » utilisé pour désigner les citoyens ou habitants de la Malaisie.
Toutefois, le fait de parler une langue appartenant à ce groupe linguistique ne suffit pas à caractériser un Malais. C'est évident pour les locuteurs de langues classées « Trade Malay » (« malais du commerce »). Mais des populations voisines des Malais, comme les Minangkabaus de l'ouest de Sumatra ou les Musi de la région de Palembang dans le sud de Sumatra, ne se considèrent pas comme "Malais" qui est en l'occurrence un terme identitaire.
Il faut en outre insister sur le fait que les Malais n'habitent pas uniquement la péninsule Malaise, qui n'est d'ailleurs pas le territoire d'origine des Malais. Malayu désignait d'ailleurs un royaume de l'est de Sumatra, dont le nom est attesté par des textes chinois dès le VIIe siècle[réf. nécessaire].
Le nom de "Malaisie" (Tanah Melayu), d'un point de vue malaisien, désigne uniquement la partie malaisienne de la péninsule de Malacca. Mais en français, "Malaisie" désigne aussi la fédération (Persekutuan Malaysia), qui outre la péninsule, comprend les États de Sabah et Sarawak dans le nord de Bornéo (le nom local de la fédération est « Malaysia »). Le nom "Malaisie" a pour origine l'expression "Malaisie britannique" (en anglais : British Malaya), créée au XIXe siècle pour désigner les sultanats de la péninsule sous protectorat britannique, et pour les distinguer des sultanats malais de Sumatra et du sud de Bornéo, sous souveraineté néerlandaise.
Les Malais sont un groupe ethnique de langue austronésienne de l'Asie du Sud-Est insulaire et de la péninsule malaise. Une étude réalisée en 2021 a conclu qu'une lignée basale-est-asiatique distinctive (parfois appelée `` lignée d'Asie de l'Est et du Sud-Est '' (ESEA)), qui est ancestrale des Asiatiques modernes de l'Est et du Sud-Est, des Polynésiens et des Sibériens, est originaire de l'Asie du Sud-Est continentale. à ~ 50 000 av. J.-C., et s'est étendue à travers de multiples vagues de migration respectivement vers le sud et vers le nord. L'ascendance liée à l'Asie de l'Est s'est répandue dans l'Asie du Sud-Est maritime bien avant l'expansion austronésienne. On suggère que les locuteurs austronésiens eux-mêmes sont arrivés à Taiwan et dans le nord des Philippines entre 10 000 av. J.-C. et 7 000 av. J.-C. depuis la côte sud de la Chine, et se sont répandus à partir de leur Asie du Sud-Est insulaire. Les auteurs ont conclu que l'expansion austronésienne vers l'Asie du Sud-Est insulaire et la Polynésie provenait des Philippines plutôt que de Taïwan, et que les peuples modernes de langue austronésienne, tels que les Malais, ont en grande partie des ancêtres des premiers Asiatiques de l'Est, des migrants rizicoles austroasiatiques du continent Asie du Sud-Est et marins de langue austronésienne des Philippines, sans beaucoup de mélange de groupes non liés à l'Asie de l'Est,.

Sous-groupes malais